# Малыновщина
Малыновщина — деревня в Горском сельском поселении Тихвинского района Ленинградской области.

## История

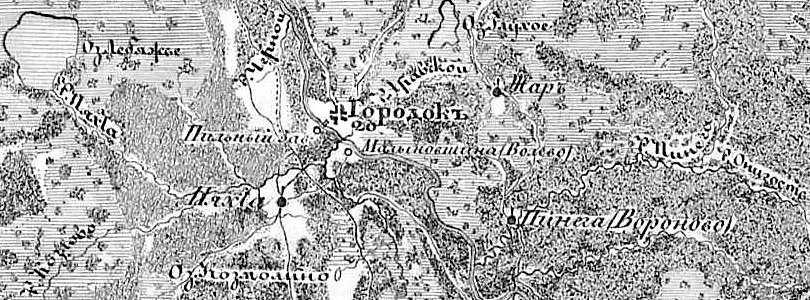
Деревня Малыновщина (Волево) на семитопографической карте Новгородской губернии 1847 года

МАЛЫНОВЩИНА (ВАЛЕВО) — деревня Городинского общества, Пашекожельского прихода. Река Паша.

Крестьянских дворов — 3. Строений — 10, в том числе жилых — 6.

Число жителей по семейным спискам 1879 г.: 4 м. п., 7 ж. п.; по приходским сведениям 1879 г.: 5 м. п., 9 ж. п.

В конце XIX века деревня относилась к Новинской волости 2-го стана, в начале XX века — к Новинской волости 1-го земского участка 1-го стана Тихвинского уезда Новгородской губернии.

МАЛИНОВЩИНА (ВАЛЕВО) — деревня Городокского общества, дворов — 3, жилых домов — 6, число жителей: 10 м. п., 11 ж. п.
 
Занятия жителей — земледелие, лесные заработки. Река Пяхта. Смежна с деревней Городок. (1910 год)

Согласно карте Ленинградской области Северо-западного аэрогеодезического треста ГГУ издания 1932 года деревня называлась Мелиновщина и насчитывала 3 крестьянских двора. В деревне находилась мукомольная водяная мельница.
По данным 1933 года деревня называлась Малонивщина и входила в состав Городокского сельсовета.
По данным 1966 и 1973 годов деревня Малыновщина входила в состав Городского сельсовета.
По данным 1990 года деревня Малыновщина входила в состав Горского сельсовета.
В 1997 году в деревне Малыновщина Горской волости проживали 5 человек, в 2002 году — 3 человека (все русские).
В 2007 году в деревне Малыновщина Горского СП проживали 4 человека, в 2010 году — 2.

## География
Деревня расположена в западной части района на автодороге 41К-919 (подъезд к д. Малыновщина).
Расстояние до административного центра поселения — 14 км.
Расстояние до ближайшей железнодорожной станции Тихвин — 36,5 км.
Деревня находится на левом берегу реки Паша в месте впадения в неё реки Пяхта.

## Демография
| 1879 | 1910 | 1997 | 2002 | 2007 | 2010 | 2017 |
| ---- | ---- | ---- | ---- | ---- | ---- | ---- |
| 11   | ↗21  | ↘5   | ↘3   | ↗4   | ↘2   | ↗5   |

### Национальный состав
Согласно данным Всероссийской переписи населения 2002 года в деревне проживали 3 человека, все русские.
Согласно данным Всероссийской переписи населения 2021 года в деревне проживали 6 человек, все русские.

## Улицы
Набережная.